# Craig Stadler
Craig Robert Stadler, conhecido como Craig Stadler (2 de junho de 1953), é um jogador profissional de golfe dos Estados Unidos. Ele foi campeão do Masters de Golfe em 1982.

## Títulos

### Torneios Major´s (1)
| Ano  | Campeonato       | Resultados           | Margem  | Vice-campeão |
| ---- | ---------------- | -------------------- | ------- | ------------ |
| 1982 | Masters de Golfe | −4 (75-69-67-73=284) | Playoff | Dan Pohl     |